# Friedrich Wilhelm von Raison
Friedrich Wilhelm Albrecht Karl Maximilian Raison, seit 1787 von Raison (* 13. Januar 1726 in Coburg; † 20. November 1791 in Mitau) war ein Staatsmann und Gelehrter. Auf ihn geht das Adelsgeschlecht von Raison zurück.

## Familie
Der Vater, Jean Ferdinand Raison (* in den 1680er Jahren in Paris, † 3. Dezember 1764 in Coburg), war französischer Flüchtling und hatte in erster Ehe neun Kinder, in zweiter Ehe fünf Kinder. Friedrich Wilhelm war das sechste Kind. Die Mutter, Charlotte Raison geb. Badon, starb am 26. April 1736 in Jena.
Am 23. Februar 1772 heiratete er in Mitau Anna Sophie Recke. Mit ihr hatte er sechs Kinder:
1. Friedrich Sigismund von Raison (26. November 1773 Mitau, gest. vor 1800), auch „de Raison, Fridericus Sigismundus“, trat in königl. preussische Militärdienste[2]
2. Johann Georg Wilhelm von Raison (13. Januar 1775 Mitau – 1. Juni 1836 Groß-Autz; Pastor zu Groß-Autz, Studium der Experimentalphysik (u. a. WS 1795/1796 bei Georg Christoph Lichtenberg,[3] zweifach verheiratet, 1. Ehe 1803 Luise Wehrt (gest. 1809)[4], 2. Ehe Charlotte Wilhelmine Bursy)[5][6]); Mitglied in der Gesellschaft der freien Männer, 1800 Pastor-Adjunkt von Karl Dietrich Wehrt in Groß-Autz, Alt-Autz und Ihlen, 1811 dessen Nachfolger; Erwähnung in St. Petersburgische Zeitschrift 1824[7]
3. Charlotte Sophie von Raison (7. Juli 1776 Mitau – 7. März 1777 Mitau)
4. Charlotte Christiane von Raison (11. März 1778 Mitau – 1795 Dresden), Heirat mit ca. 14 Jahren,[8] mit Carl Christian Schiemann[9]
5. Karl von Raison (30. Januar 1780 Mitau – 3. August 1811 Schwarden / Laut Karl Dannenberg: Geb. 1776 25/6 zu Mitau, gest. 1812 im Sommer) stud. jur. 28. Juli 1796, war Arrendebesitzer von Schwarden.[10] verheiratet mit Karoline von Raison, geb. Klappmeyer,[11] auch „Caroline“[4]
6. Dorothea Henriette von Raison (1. Juli 1786 Mitau – 16. April 1790 Mitau)

## Leben
Friedrich Wilhelm von Raison studierte Jura an der Universität Jena und ging als Erzieher eines jungen Baron von Kampenhausen nach Livland und begleitete danach letzteren auf Reisen in Deutschland. Danach setzte er seine Studien in Jena fort und las zugleich für viele damals auf der Universität anwesende Kurländer und Livländer ein Kolleg über die Geschichte und Verfassung ihres Vaterlandes.
Einer seiner vertrauten Umgangsfreunde, der nachmalige Landhofmeister Herr von Rutenberg, empfahl ihm 1760 die Führung eines jungen Herrn von Fircks zu übernehmen. So kam er als Hofmeister des Oberleutnants Ferdinand von Fircks auf Lesten nach Kurland. Doch blieb er dort nicht lange, weil sein Zögling ihm nicht zusagte, und ging nach Riga. Dort befand er sich, als  Herzog Ernst Johann von Biron aus der Verbannung nach Kurland zurückkehrend aus Petersburg eintraf. Ein Mann der deutschen und französischen Sprache in gleicher Vollkommenheit mächtig, in Latein geübt, der die Geschichte und Verfassung des Landes studiert und gelehrt hatte und der ohne Familienbindungen im Lande allen Parteien fremd sein musste, war gerade geeignet des zurückkehrenden Herzogs Vertrauter zu werden.
1762 wurde er als Geheimer Kabinettssekretär in Dienste genommen. Sein Rat war es auch wohl der die Schritte des Herzogs auf schwankendem Boden leitete, den derselbe betrat. Gewiss war das Meiste, das Wichtigste, das in Schriften aus dessen Kabinett kam, von Raisons Fassung. Nach dessen Abdankung 1769 erhielt er am 12. Februar den Titel eines Kanzleirats des Herzogs Peter, unter welchem er, wenn auch nicht formell, so doch in Wirklichkeit die Stellung eines leitenden Ministers einnahm.
Er begleitete den Herzog mehrfach auf Reisen nach Sankt Petersburg.

### Wissenschaft und Kunst
Raison war aber nicht nur ein Politiker, sondern auch ein Mensch mit vielseitigen Interessen für Wissenschaft und Kunst. Für alle vom Herzoge angelegte Bücher- und Kunstsammlungen war er die eigentliche Seele; durch seine Betriebsamkeit kam das meiste zusammen.
Seine geistige Eigenart wird treffend gekennzeichnet durch den knappen Nachruf, den das Intelligenzblatt der Allgemeinen Literatur-Zeitung in Jena ihm widmete, als er am 20. November 1791 mitten in einer politisch bewegten Zeitlage seinem Herzoge durch den Tod entrissen wurde. „dieser verdienstvolle und gelehrte Mann“, heißt es da, „hat als Schriftsteller sich nicht ausgezeichnet“, aber er war einer der geistreichsten Männer unseres Landes, bekannt mit den besten Wissenschaften.
Dasselbe Zeugnis in ausführlicherer Fassung stellt ihm Johann Friedrich von Recke aus, der von ihm sagt: „sein Geist umfaßte das ganze Gebiet des menschlichen Wissens. Er schrieb und sprach Latein in der größten Vollkommenheit, ebenso Französisch und Italienisch, las Griechisch, Englisch, Spanisch und Russisch, verstand Lettisch und Estnisch. Geschichte und Mathematik waren seine Lieblingswissenschaften, und in der letzteren besaß er ausgezeichnete Kenntnisse. Für alle vom Herzoge angelegte Bücher und Kunstsammlungen war er die eigentliche Seele; durch seine Betriebsamkeit kam das meiste zusammen. Er führte bey allem die Feder, gab alles an und ordnete alles. So sind auch sämtliche Münzen und Medaillen, welche die Herzoge Ernst Johann und Peter bis zum Jahre 1784 haben prägen lassen, von seiner Erfindung“. Was seinen Charakter betrifft, so war er nach der Schilderung seines Sohnes, des Pastors Johann Georg Wilhelm von Raison zu Groß-Autz, „ein Mann von festen Grundsätzen, feurigem Temperament, heftigem Gefühl, welches bei kraftvoller Konstitution und strenger Diät nicht geschwächt war; daher er auch noch in späteren Jahren gewöhnlich für jünger gehalten wurde, als er es war“. „Große Gesellschaft, Spiel oder ähnliche für Geist und Herz nahrlose Freuden liebte er nicht“, heißt es in seinem Nekrolog, „aber eine fast immer heitere Laune und ein glücklicher Frohsinn machten ihn zum angenehmsten Gesellschaftler im Zirkel seiner weise gewählten Freunde“.

## Ehrungen

### Materielle Ehrung durch den Herzog
In Kurland war die Verleihung des Indigenats an einen Beschluss der Kurländischen Ritterschaft gebunden; Herzog Peter von Biron konnte daher seine Anerkennung nur durch materielle Ehrenbezeugungen zum Ausdruck bringen. Dabei hat er namentlich auch seinen Verdiensten um die Gründung der Academia Petrina Gerechtigkeit widerfahren lassen und ihn im Februar 1776 mit einer sehr ansehnlichen Summe Geldes beschenkt. 1789 überließ er ihm das Gut Neu-Laschen bei Hasenpoth zum Pfandbesitz auf 99 Jahre.

### Erhebung in den preußischen Adelsstand
Wegen seiner politischen Verdienste, die er in fast dreißigjährigem uneigennützigem Dienste dem kurländischen Herzogshause sowohl in der inneren Verwaltung, als auch auf dem Gebiete der auswärtigen Politik geleistet hat, wurde er 1787 von König Friedrich Wilhelm II. von Preußen zum Geheimrat ernannt und in den Adelsstand erhoben.

### Posthume Verleihung des russischen Erbadels
Mit Beschluss vom 18. März 1850 unter Bezug auf ein Gutachten vom 21. Februar 1850 wurde der russische Erbadel an Friedrich Wilhelm von Raison verliehen. Die Entscheidung wurde in den St. Petersburger Senats-Blättern vom 31. März 1850 bekanntgegeben. Seine Familie war infolgedessen berechtigt sich in den vierten Teil des Adligen Geschlechtsbuches einzutragen.

## Schriften
- Sonderbare Vorträge vom Landtage seit dem 19. Februar 1789, mit einigen Anmerkungen. (Mitau, 1789.)[13]